# Armia Narodowo-Wyzwoleńcza
Armia Narodowo-Wyzwoleńcza (język albański: Ushtria Nacional Çlirimtare) – główna siła albańskiego ruchu oporu w czasie II wojny światowej. Została założona w 1943 roku. W sierpniu 1945 została zastąpiona przez Ludową Armię Albanii.

## Historia
O powołaniu Armii Narodowo-Wyzwoleńczej zadecydowano w marcu 1943 roku na zjeździe Komunistycznej Partii Albanii. Formacja stanowiła zbrojne skrzydło Ruchu Wyzwolenia Narodowego. Dowódcą formacji (jako komisarz polityczny) był Enver Hoxha. Pierwsze brygady Armii Narodowo-Wyzwoleńczej powstały w lipcu 1943 roku. Oddziały partyzanckie formacji skupiły w swoich szeregach zarówno komunistów i osoby nie związane z tym środowiskiem. Pierwszym przeciwnikiem Armii Narodowo-Wyzwoleńczej były oddziały włoskie i konkurencyjnej Balli Kombëtar. Od września 1943 roku po kapitulacji Włochów, kontrolę nad Albanią przejęła III Rzesza. Armia Narodowo-Wyzwoleńcza kontynuowała kampanię wojskową. Od tego momentu na stronę partyzantów przeszła część pozostałych w Albanii żołnierzy włoskich. Około 1500 Włochów zasiliło szeregi batalionu nazwanego imieniem Antonia Gramsciego – włoskiego działacza komunistycznego.
Do listopada 1944 roku partyzanci doprowadzili do całkowitego wycofania się Niemców z kraju (samodzielne zwycięstwo, bez wsparcia wojsk alianckich). Od tego momentu do lutego 1945 roku, Armia Narodowo-Wyzwoleńcza uczestniczyła w walkach z Niemcami na obszarze sąsiedniej Jugosławii.